# Diocesi di Shrewsbury
La diocesi di Shrewsbury (in latino Dioecesis Salopiensis) è una sede della Chiesa cattolica in Inghilterra suffraganea dell'arcidiocesi di Birmingham. Nel 2022 contava 187.000 battezzati su 1.931.000 abitanti. È retta dal vescovo Mark Davies.
Patrona della diocesi è Nostra Signora aiuto dei cristiani (Our Lady Help of Christians), mentre patrono secondario è san Winifred del Galles.

## Territorio
La diocesi comprende le contea di Shropshire, la maggior parte della contea di Cheshire, nonché parti delle contee di Grande Manchester, Merseyside e Derbyshire.
Sede vescovile è la città di Shrewsbury, dove si trova la cattedrale di Nostra Signora Aiuto dei Cristiani e di San Pietro d'Alcantara.
Il territorio è suddiviso in 89 parrocchie.

## Storia
La diocesi è stata eretta il 29 settembre 1850 con il breve Universalis Ecclesiae di papa Pio IX, ricavandone il territorio dal vicariato apostolico del Distretto del Galles (oggi arcidiocesi di Cardiff-Menevia), dal vicariato apostolico del Distretto centrale (oggi arcidiocesi di Birmingham) e dal vicariato apostolico del Distretto del Lancashire (oggi arcidiocesi di Liverpool). Originariamente era suffrageanea dell'arcidiocesi di Westminster.
Nel 1853 furono iniziati i lavori di costruzione della cattedrale diocesana, inaugurata nel 1856 dal cardinale Nicholas Wiseman, metropolita di Westminster. La costruzione della cattedrale, prevista originariamente ben più grande e con un'alta guglia non costruita per problemi strutturali e del terreno, avvenne grazie al generoso intervento del diciassettesimo Conte di Shrewsbury. La stessa fondazione della diocesi in una relativamente piccola città era dovuta al ruolo importante del sedicesimo Conte di Shrewsbury.
Nel 1895 ha ceduto una porzione del suo territorio a vantaggio dell'erezione del vicariato apostolico del Galles (oggi arcidiocesi di Cardiff-Menevia).
Il 28 ottobre 1911 è entrata a far parte della provincia ecclesiastica di Birmingham.

## Cronotassi dei vescovi
Si omettono i periodi di sede vacante non superiori ai 2 anni o non storicamente accertati.
- James Brown † (27 giugno 1851 - 14 ottobre 1881 deceduto)
- Edmund Knight † (25 aprile 1882 - 11 maggio 1895 dimesso[4])
- John Carroll † (11 maggio 1895 succeduto - 14 gennaio 1897 deceduto)
- Samuel Webster Allen † (19 aprile 1897 - 13 maggio 1908 deceduto)
- Hugh Singleton † (1º agosto 1908 - 17 dicembre 1934 deceduto)
- Ambrose James Moriarty † (17 dicembre 1934 succeduto - 3 giugno 1949 deceduto)
- John Aloysius Murphy † (3 giugno 1949 succeduto - 22 agosto 1961 nominato arcivescovo di Cardiff)
- William Eric Grasar † (26 aprile 1962 - 20 marzo 1980 dimesso)
- Joseph Gray † (19 agosto 1980 - 23 giugno 1995 ritirato)
- Brian Michael Noble † (23 giugno 1995 - 1º ottobre 2010 dimesso)
- Mark Davies, succeduto il 1º ottobre 2010

## Statistiche
La diocesi nel 2022 su una popolazione di 1.931.000 persone contava 187.000 battezzati, corrispondenti al 9,7% del totale.
| anno | popolazione | popolazione | popolazione | presbiteri | presbiteri | presbiteri | presbiteri                | diaconi | religiosi | religiosi | parrocchie |
| anno | battezzati  | totale      | %           | numero     | secolari   | regolari   | battezzati per presbitero | diaconi | uomini    | donne     | parrocchie |
| ---- | ----------- | ----------- | ----------- | ---------- | ---------- | ---------- | ------------------------- | ------- | --------- | --------- | ---------- |
| 1950 | 102.250     | 1.331.706   | 7,7         | 209        | 140        | 69         | 489                       |         | 190       | 100       | 76         |
| 1969 | 193.231     | 1.800.000   | 10,7        | 245        | 164        | 81         | 788                       |         | 106       | 395       | 105        |
| 1980 | 202.300     | 2.000.000   | 10,1        | 246        | 182        | 64         | 822                       |         | 102       | 292       | 116        |
| 1990 | 199.000     | 1.840.000   | 10,8        | 208        | 166        | 42         | 956                       | 2       | 62        | 263       | 121        |
| 1999 | 190.614     | 1.832.900   | 10,4        | 175        | 145        | 30         | 1.089                     | 6       | 51        | 213       | 117        |
| 2000 | 196.338     | 1.832.900   | 10,7        | 188        | 155        | 33         | 1.044                     | 17      | 54        | 206       | 117        |
| 2001 | 196.338     | 1.832.900   | 10,7        | 180        | 145        | 35         | 1.090                     | 22      | 54        | 201       | 116        |
| 2002 | 193.400     | 1.832.900   | 10,6        | 180        | 147        | 33         | 1.074                     | 26      | 49        | 204       | 116        |
| 2003 | 194.710     | 1.836.000   | 10,6        | 178        | 144        | 34         | 1.093                     | 30      | 48        | 183       | 110        |
| 2004 | 234.617     | 1.838.000   | 12,8        | 174        | 141        | 33         | 1.348                     | 31      | 54        | 183       | 110        |
| 2010 | 198.000     | 1.850.000   | 10,7        | 154        | 129        | 25         | 1.285                     | 48      | 38        | 142       | 109        |
| 2014 | 203.800     | 1.903.000   | 10,7        | 143        | 117        | 26         | 1.425                     | 51      | 38        | 119       | 93         |
| 2017 | 189.827     | 1.923.400   | 9,9         | 144        | 112        | 32         | 1.318                     | 53      | 42        | 88        | 92         |
| 2020 | 178.870     | 1.844.400   | 9,7         | 146        | 111        | 35         | 1.225                     | 54      | 41        | 88        | 91         |
| 2022 | 187.000     | 1.931.000   | 9,7         | 148        | 111        | 37         | 1.263                     | 52      | 43        | 87        | 89         |